# アベノセンタービル
アベノセンタービルは、大阪市阿倍野区阿倍野筋にある9階建ての複合商業ビル。隣接するあべのアポロとは、地下1階・地下2階が連絡通路で繋がっている。地階の商業施設部分は「あべのフェスタ」と名付けられている。

## 概要
岸本ビルグループの阿倍野センタービル株式会社が運営しており、地下鉄天王寺駅と地下通路で接続されている。
地下1階、地下2階は、「あべのフェスタ」という商業ゾーンになっており、喫茶・飲食店などが出店している。地上階は、銀行、証券などの金融機関と、事務所などのオフィスゾーンとで構成されている。

## 主なテナント(50音順)
あべのフェスタ
- アサヒビアケラーアベノ
- アロマショップ アヴィエンス
- 珈琲館
- チケットスーパーあべのセンタービル店
- ファミリーマート
- ほけんの窓口

その他
- アベノミュージックセンター
- SMBC日興証券
- 近鉄百貨店（事務所）
- NOVA
- 浜学園天王寺本部
- 三菱UFJ信託銀行
- みずほ銀行阿倍野橋支店
- 研伸館(高校生課程・中学生課程)　- 2015年1月15日準備室オープン。2015年3月1日 新規オープン(開校)。
- 個別館 天王寺校 - 2015年4月開校。
- サイエンス・ラボ 天王寺校 - 2015年4月開校。

### 過去に出店していたテナント(50音順)
- アビバ - 2011年4月26日に、あべのキューズモールへ移転オープン
- あべのフェスタ献血ルーム - 2013年4月4日に、建て替えられた岸本ビルに「あべの献血ルーム KiZooNa」として移転オープン。
- 近鉄文化サロン阿倍野 - 2008年9月9日に、あべのandへ移転オープン
- 古書さろん天地 - 2012年12月1日に、あべの筋沿いのAITビルに移転。
- コンコルド（都ホテル経営のバイキングレストラン）
- 朝陽閣（アサヒビール経営の中華レストラン）
- ドコモショップ - 2011年4月26日に、あべのキューズモールへ移転オープン。跡地にはファミリーマートがオープン。

## 歴史
- 1970年 （昭和45年）2月16日竣工（地下3階・地上9階）。ビル所有は岸本ビル。設計は村野藤吾による。

## 交通
- JR西日本 大阪環状線・関西本線・阪和線 天王寺駅（西口・南口）
- 近鉄南大阪線 大阪阿部野橋駅（西改札口）
- Osaka Metro御堂筋線・谷町線 天王寺駅（14番出口）
- 阪堺電気軌道上町線 天王寺駅前駅

いずれの駅からも、徒歩数分。